# Tereza Šustková
Tereza Šustková (roz. Palásková, * 1991 Šternberk), je česká básnířka, lektorka na básnických setkáních Ars poetica a organizátorka básnických čtení pro veřejnost. Je řazena k tradici české spirituální poezie.

## Život
Vystudovala český jazyk a literaturu spolu s učitelstvím hudební výchovy na Pedagogické fakultě Univerzity Palackého v Olomouci. V mladé dospělosti se angažovala jako dobrovolník pro děti a mládež na T.S. Archa Rajnochovice. S manželem a čtyřmi dětmi žije ve Velké Bystřici u Olomouce.

## Ocenění
V roce 2016 byla oceněna prvním místem v kategorii C cenou Vladimíra Vokolka
V roce 2017 finalistka literární soutěže Františka Halase